# Jean-Louis Roger de Rochechouart
Pour les articles homonymes, voir Louis Roger.
Jean-Louis-Roger de Rochechouart, dit le marquis de Rochechouart, (1er février 1717-13 mai 1776), est un général français du XVIIIe siècle.

## Biographie
Fils de Charles de Rochechouart et de Françoise de Montesquiou, il nait à Aureville le 1er février 1717. Il est fait successivement capitaine-major au régiment d'Anjou, colonel au régiment d'Aquitaine, puis brigadier des armées du roi. Nommé maréchal de camp des armées du roi en 1761, et lieutenant-général des armées du roi en 1765, Jean-Louis-Roger de Rochechouart est successivement gouverneur de la ville de Péronne puis commandant général en Provence.
En 1768, il prend possession au nom du roi du Comtat Venaissin, en représailles de l'excommunication lancée contre le duc de Parme.
En 1775, il est l'un des quatre otages de la Sainte Ampoule lors du sacre du roi Louis XVI à Reims. Le général de Rochechouart est reçu chevalier des ordres du roi en 1775, et décoré chevalier de l'ordre du Saint-Esprit en 1776, comme le furent son père et ses frères François Charles et Jean-François-Joseph. Promis au titre de maréchal de France, il meurt juste avant, le 13 mai 1776, sans postérité. Il avait épousé le 30 juin 1751 Charlotte-Françoise de Faucon de Ris.